# Crinozoa
Sous-embranchement
Les Crinozoa sont un sous-embranchement d'échinodermes (oursins et des étoiles de mer).

## Description
Ces organismes ont un mode de vie benthique, ils sont souvent fixés mais certains peuvent se déplacer sur le fond. Ils sont suspensivores et collectent des particules alimentaires grâce à leurs longs bras munis de cils. La seule classe vivante à l'heure actuelle est celle des crinoïdes.

## Phylogénie
Ce sous-embranchement était anciennement appelé Pelmatozoa, et sa validité fait encore débat. Il comprend les classes des :
- Crinoidea Miller, 1821 (Crinoïdes)[1]
- †Blastoidea Say, 1825 (Blastoïdes, classe fossile)
- †Cystoidea von Buch, 1846 (Cystoïdes, classe fossile)
- †Eocrinoidea von Buch, 1846 (Éocrinoïdes, classe fossile)

Les Blastoidea et Cystoidea sont parfois rangés dans un sous-embranchement à part, les « Blastozoa » (qui pourrait comprendre aussi les Eocrinoidea) : tous sont fossiles.

## Galerie

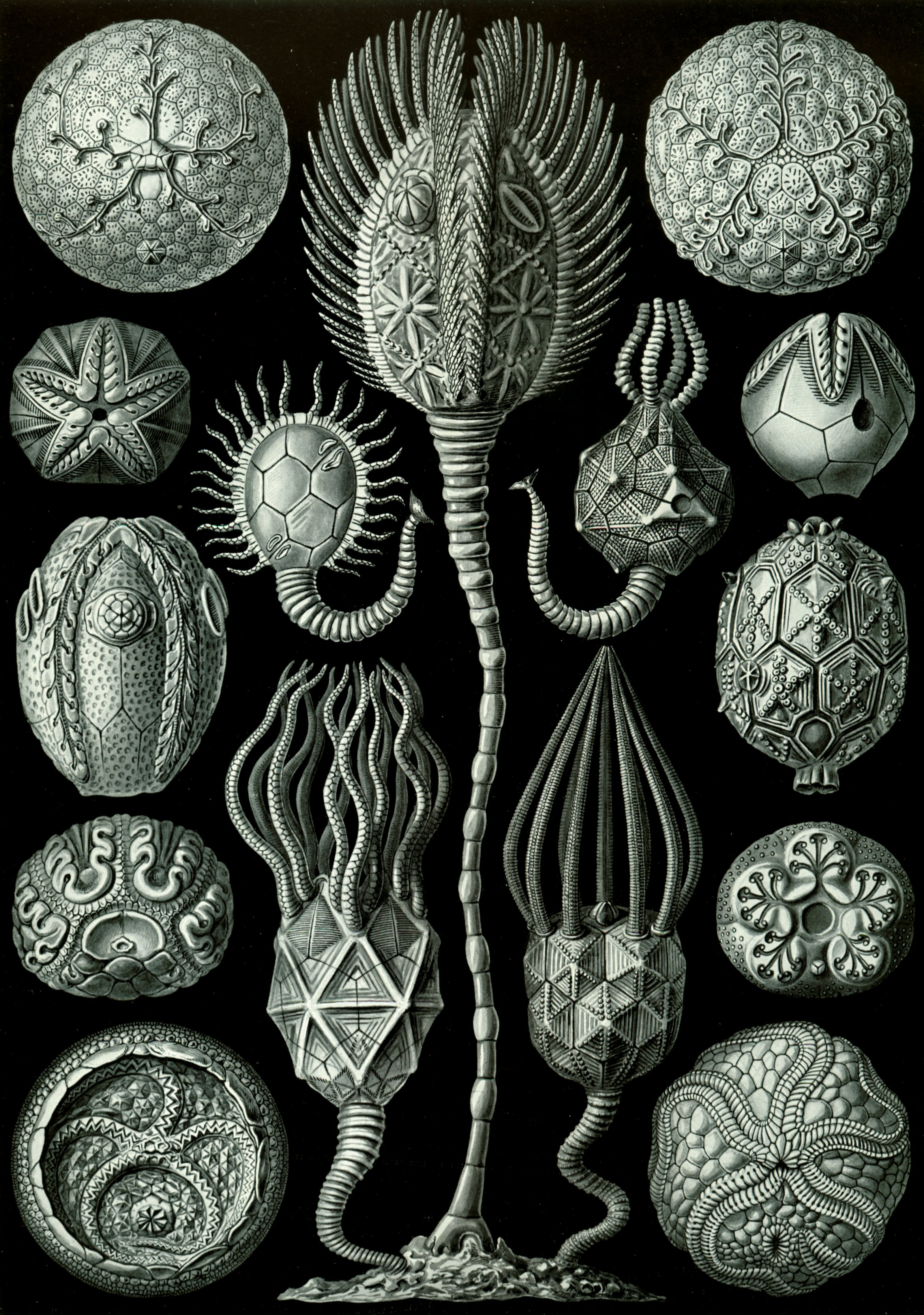
Planche de cystoïdes dans les Kunstformen der Natur d'Ernst Haeckel (1909).
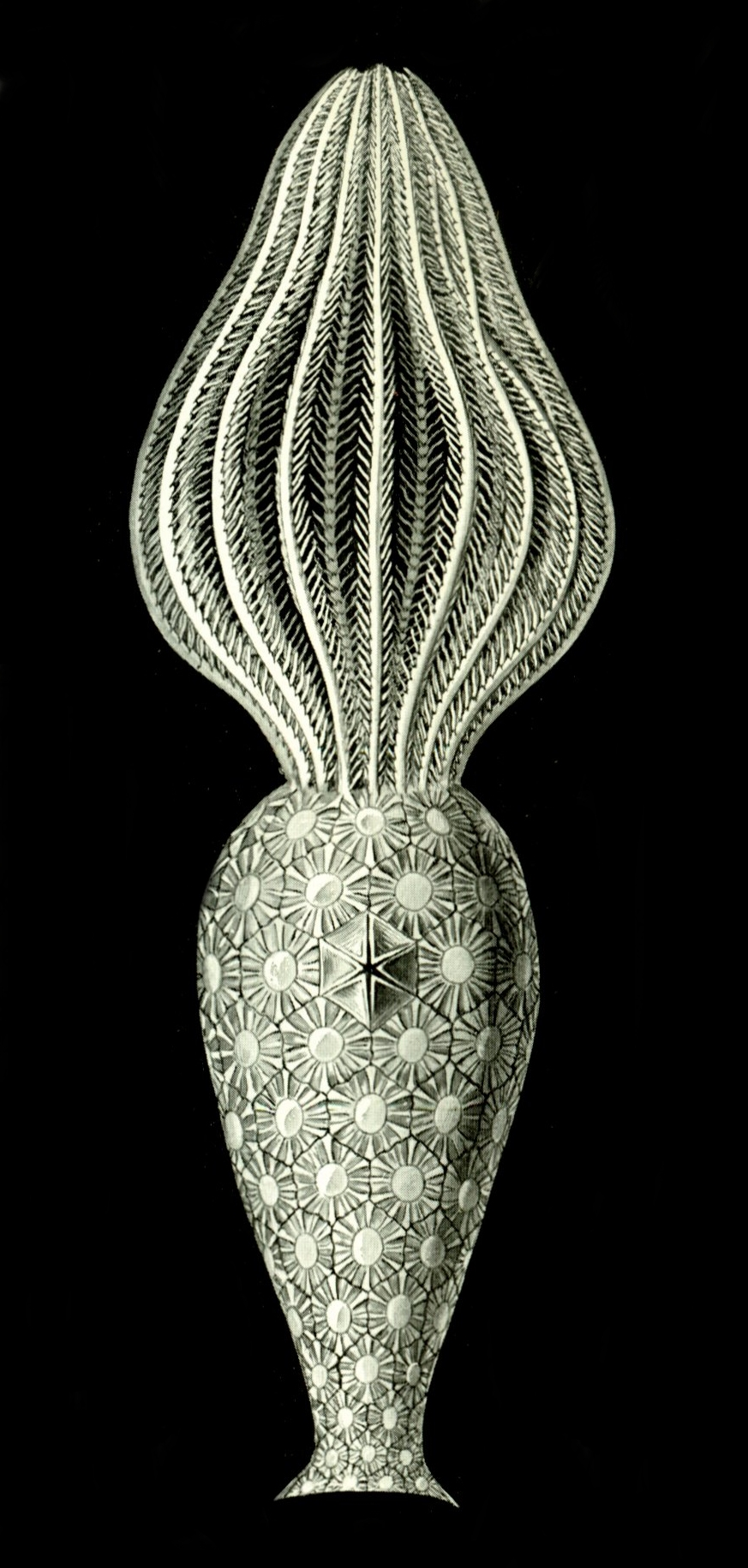
Une éocrinoïde par Ernst Haeckel (ibid).
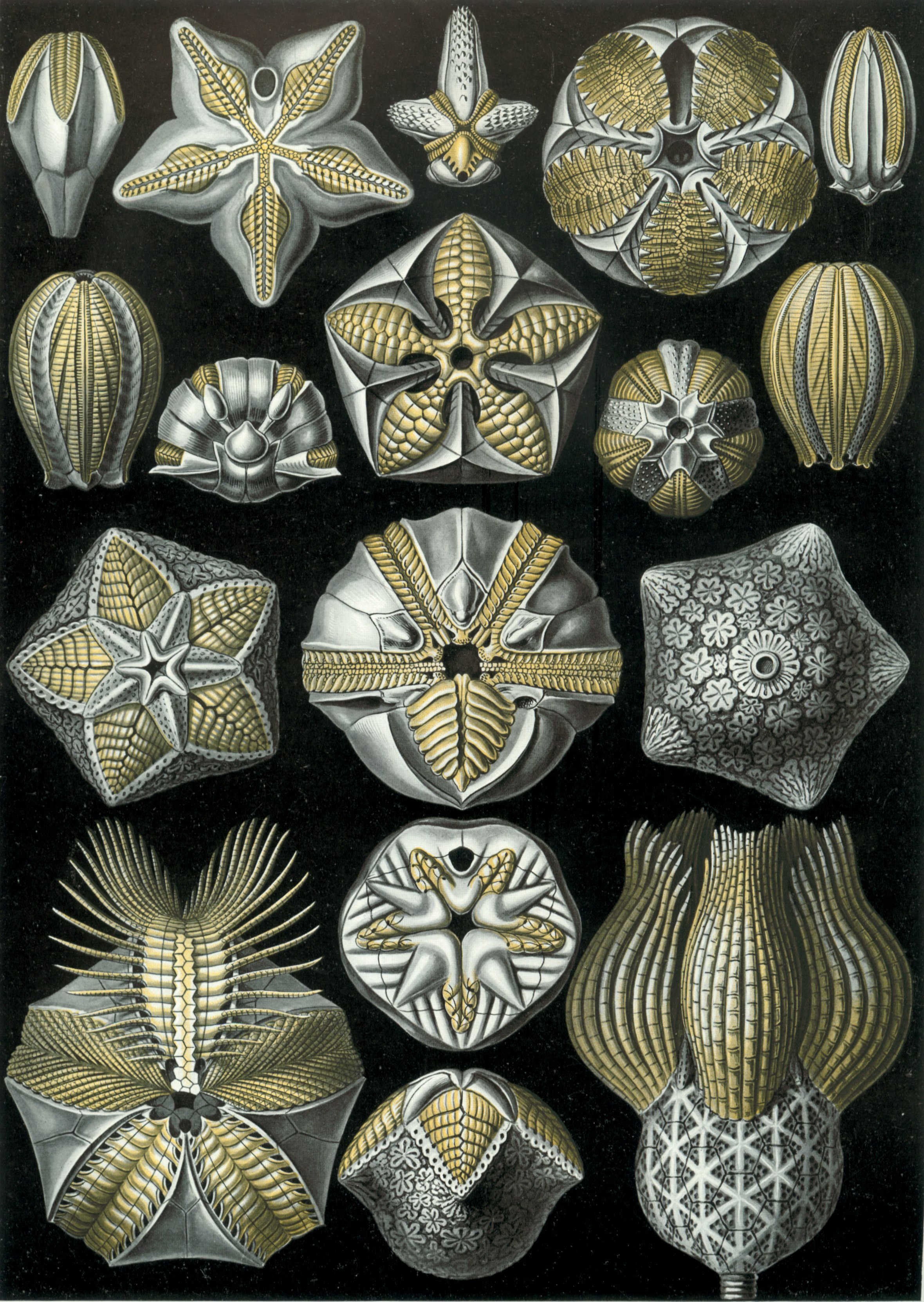
Planche de blastoïdes (ibid).